# Autonomes Parken

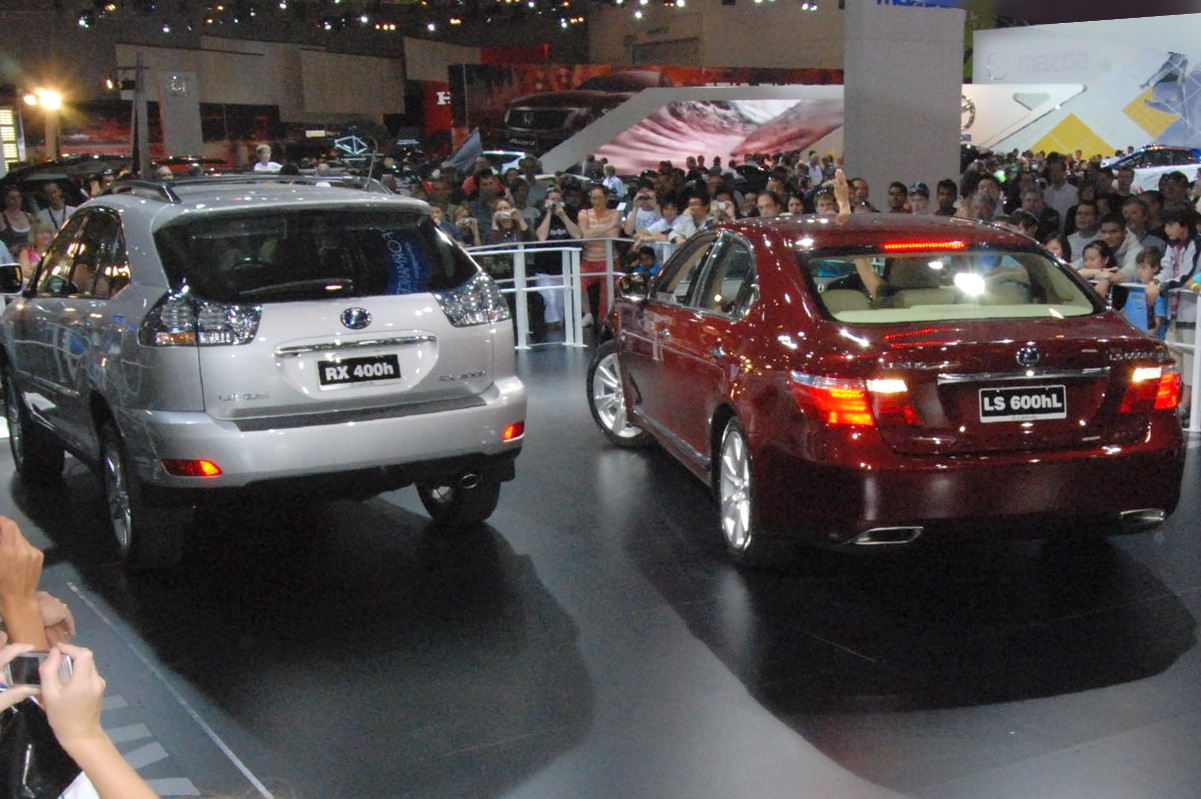
Demonstration des Autonomen Parkens

Autonomes Parken ist ein Manöver, das ein Fahrzeug selbständig von einer Fahrspur in eine Parklücke bewegt und dabei entweder paralleles, senkrechtes oder schräges Einparken durchführt.
Ein automatisches Parksystem zielt darauf ab, den Komfort und die Sicherheit beim Fahren in beengten Umgebungen zu erhöhen, in denen viel Aufmerksamkeit und Erfahrung zum Lenken des Fahrzeugs erforderlich sind. Das Einparkmanöver wird durch eine koordinierte Steuerung des Lenkwinkels und der Fahrgeschwindigkeit erreicht, die die Situation der Umgebung berücksichtigt, um eine kollisionsfreie Bewegung innerhalb des verfügbaren Raums zu gewährleisten.
Eines der ersten Fahrerassistenzsysteme für das Einparken von Autos war manuell. Es benutzte vier Wagenheber mit Rädern, um das Auto anzuheben und es dann seitlich in die verfügbare Parklücke zu bewegen. Dieses mechanische System wurde 1934 vorgeschlagen, wurde aber nie für ein Serienmodell angeboten.

## Entwicklung
Einer der weltweit ersten experimentellen Prototypen des automatischen parallelen Parkens wurde Mitte der 1990er Jahre am INRIA für ein Elektroauto von Ligier entwickelt. Die zugrundeliegende Technologie wurde von großen Automobilherstellern übernommen, die heute eine automatische Parkoption in ihren Fahrzeugen anbieten.
Der Algorithmus des automatischen parallelen Parkens lokalisiert einen ausreichenden Parkplatz am Straßenrand, erreicht eine günstige Startposition für das Auto vor dem Parkplatz und führt ein paralleles Parkmanöver durch. Das automatische Ausparken beinhaltet die Lokalisierung eines verfügbaren Platzes für die Bewegung des Autos innerhalb des Parkplatzes, die Platzierung des Autos an einer geeigneten Stelle am hinteren Ende des Parkplatzes und die Durchführung eines Manövers zum Ausparken aus dem Parkplatz auf die Fahrbahn.
Das Schlüsselkonzept des automatischen Parkens besteht darin, die grundlegenden Steuerprofile von Lenkwinkel und Geschwindigkeit zu planen und zu parametrieren, um die gewünschte Form der Fahrzeugbahn innerhalb des verfügbaren Raums zu erreichen. Das Einparkmanöver wird als Abfolge kontrollierter Bewegungen unter Verwendung von Sensordaten der Autoservosysteme und Reichweitenmessungen über die Umgebung durchgeführt. Die Lenk- und Geschwindigkeitssteuerungen werden in Echtzeit berechnet und ausgeführt. Die Annäherung führt zu verschiedenen Bahnformen, die für die Durchführung des Einparkmanövers erforderlich sind.
1992 schlug Volkswagen in seinem Konzeptfahrzeug Futura des IRVW (Integrierte Forschung Volkswagen) eine automatische Einparktechnologie mit Vierradlenkung vor, bei der sich das Fahrzeug zum parallelen Einparken seitwärts bewegen kann. Eine kommerzielle Version dieser Technologie wurde jedoch nie angeboten. Die Idee der Vierradlenkung wurde in einem Elektrofahrzeug ROboMObil des Deutschen Zentrums für Luft- und Raumfahrt erneut aufgegriffen. Das Fahrzeug hält vor einer leeren Parklücke an und richtet seine vier Räder in der senkrechten Richtung neu aus (hinterlässt Gummispuren auf der Fahrbahn), um sich auf die anschließende Seitwärtsbewegung vorzubereiten.
Im Jahr 2004 entwickelte eine Gruppe von Studenten der Universität Linköping in Zusammenarbeit mit Volvo das Projekt Evolve. Das Evolve-Fahrzeug kann automatisch paralleles Einparken durchführen, indem es mit Hilfe von Sensoren und einem Computer die Lenkung, Beschleunigung und Bremsung des Volvo S60 steuert.
Ein automatisches Parksystem verwendet verschiedene Methoden, um Objekte um das Fahrzeug herum zu erkennen. An den vorderen und hinteren Stoßfängern installierte Sensoren können sowohl als Sender als auch als Empfänger fungieren. Diese Sensoren senden ein Signal aus, das reflektiert wird, wenn es auf ein Hindernis in der Nähe des Fahrzeugs trifft. Das Fahrzeug nutzt dann die Flugzeit, um die Position des Hindernisses zu bestimmen. Andere Systeme verwenden Kameras, z. B. die Omniview-Technologie, oder Radargeräte, um Hindernisse zu erkennen und die Größe der Parklücke und den Abstand zum Straßenrand zu messen.
Es hat sich gezeigt, dass ein automatisches Parksystem den Komfort und die Sicherheit verbessert, indem es den Stress verringert, den die Menschen bei manuellen Lenkmanövern zum parallelen Einparken und bei Parkhaus-Parkvorgängen empfinden.

## Kommerzielle Systeme
Im Jahr 2003 begann Toyota mit dem Verkauf seines japanischen Hybridfahrzeugs Prius mit automatischer Parallelparkfunktion, das als Option unter dem Namen „Intelligenter Parkassistent“ angeboten wurde. 2006 fügte Lexus der neu gestalteten Lexus LS-Limousine ein Selbsteinpark-System hinzu; es parkt sowohl parallel als auch im Winkel ein. Im Jahr 2009 führte Ford seinen „Active Park Assist“ ein, der mit den Lincoln-Modellen begann und das parallele Einparken ermöglichte. 2010 führte BMW in der überarbeiteten 5er-Reihe ein System mit der Bezeichnung „Parkassistent“ ein, das paralleles Einparken ermöglicht.
Bis 2012 wurden von mehreren Automobilherstellern automatische Parksysteme entwickelt. Ford und Lincoln boten aktive Einparkhilfen für Ford Focus, Fusion, Escape, Explorer sowie Flex und Lincoln MKS und MKT an. Toyota und Lexus hatten einen fortschrittlichen Einparkassistenten im Toyota Prius V Five und Lexus LS460 und LS460 L. Die völlig neue 3er-Serie der sechsten Generation von BMW verwendete ein System namens „Einparkassistent“. Audi hatte ein Einparkhilfesystem im Audi A6. Mercedes-Benz bot „Parktronic“ auch für die C-Klasse, das CLS-Klasse Coupé, die M-Klasse SUV, die E-Klasse, die S-Klasse, den GL350, den GL450 SUV (Serie beim GL550) und die R-Klasse zu unterschiedlichen Preisen an.
Jeep führte ein automatisches paralleles und rechtwinkliges Parksystem, genannt ParkSense, in seinem 2014er Modell Cherokee ein. Chrysler stellte eine völlig neue 2015-200-Limousine vor und bot ParkSense als Teil eines SafetyTec-Pakets an.
Der Einparkassistent des BMW i3 kann über eine Smartwatch aktiviert werden.